# إيرول هاريس
إيرول إيوستس هاريس (بالإنجليزية: Errol Harris)‏ (19 فبراير 1908 - 21 يونيو 2009)، يُعرف أحيانًا بـ إي. إي. هاريس، كان فيلسوفًا جنوب أفريقي مُعاصرًا. يتركز عمله حول تطوير بناء منهجي ومتماسك للمنطق، والميتافيزيقيا ونظرية المعرفة ضمن فهم معاصر للعالم. أكد هاريس أن التقليد الفلسفي الغربي، بالتزامن مع العلم التجريبي وبالتزامه مثاليةَ العقل، يحتوي على المصادر الضرورية لتحقيق هذا الغرض. احتفل هاريس بعيده المئة في عام 2008.

## حياته
ولد إيرول إي. هاريس في 19 فبراير 1908، كيمبرلي، جنوب أفريقيا، لأبوين كانا قد هاجرا من مدينة ليدز، إنجلترا. كان والده صمويل جاك هاريس، أحد المدافعين عن كيمبرلي عندما حوصر هناك (بجانب سيسل رودز) خلال حرب البوير. درس إيرول الفلسفة في جامعة رودز في جنوب أفريقيا، كان طالبًا لدى أ. ر. لورد، وحصل على درجة البكالوريوس والماجستير، وفي جامعة أوكسفورد، حيث حصل على درجة بي. لت في أطروحة عن صمويل ألكسندر وألفريد نورث وايتهيد.
شغل منصب ضابط تعليم في دائرة الخدمات البريطانية الاستعمارية، وخلال الحرب العالمية الثانية كان رئيس المدرسين في كلية التعليم العسكري في الشرق الأوسط في جبل الكرمل، فلسطين، برتبة رائد في تعليم قوات الجيش البريطاني. نجح رئيسًا للمدرسين وخلفه في منصبه هيو ويلدون، الذي أصبح في ما بعد المدير العام في قناة بي. بي. سي، وكان المدرس الآخر النقيبَ مايكل ستيوارت الذي أصبح لاحقًا وزير خارجية حكومة هارلد ولسون ثم أصبح البارون ستيوارت من فولهام. حصل إيرول هاريس على شهادة دي. لت في الفلسفة من جامعة ويتواترسراند في عام 1950، حيث كان سكرتيرًا وأصبح بعد ذلك رئيسًا في جمعية المحاضرين. أصبح استاذًا مشهورًا فيها في عام 1953. خدم في السلطة التنفيذية لمجلس العلاقات العرقية في جنوب أفريقيا مع الرئيس لوتولي، رئيس الزولو الأكبر، ومن خلال منصبه تعرف على أوليفر تومبو (الشريك القانوني لنيلسون مانديلا، وخليفته في رئاسة حزب المؤتمر الوطني الأفريقي) الذي كان مستشارًا في حزب المؤتمر الوطني الأفريقي. ظهر أول عمل فلسفلي لهاريس في عام 1954 بعنوان الطبيعة، العقل والعلم الحديث. في عام 1956 ذهب هاريس إلى الولايات المتحدة ليحاضر في جامعة ييل وكلية كونيتيكت، وعيِّن بعد ذلك أستاذًا في الفلسفة. مكنه هذا من ازدهار نشاطه الفلسفي من دون عناء وأكسبه اعترافا متزايدًا.
منذ عام 1959 وحتى عام 1960 كان أستاذًا بالوكالة في المنطق والميتافيزيقيا في جامعة أدنبرة، اسكتلندا، وعاد بعدها إلى كلية كونيتيكت. في عام 1962 أصبح أستاذًا مميزًا بلقب روي روبرتس في الفلسفة في جامعة كنساس، وفي عام 1966 أصبح أستاذًا في الفلسفة جامعة نورثويستيرن، درس حتى تقاعده في عام 1976- عًيّن لاحقًا بمنصب جون إيفانز بروفيسور الفلسفة الأخلاقية والفكرية. ترأس اجتماع المؤتمر العالمي للفلسفة في فيينا في عام 1968 ومن خلاله أُسّست الجمعية الدولية للميتافيزيقيا. درس بعد تقاعده بصفته أستاذًا زائرًا في جامعات ماركويت، فيلانوفا (استاذًا متميزًا في الفلسفة المسيحية)، وإيموري، وكان باحثًا شرفيًا في مركز الفلسفة وتاريخ العلم في جامعة بوسطن. في عام 1969 كان رئيس الجمعية الميتافيزيقية الأمريكية (حصل في عام 1985 على ميدالية بول ويس لمساهمته اللامعة في الميتافيزيقيا)، وترأس جمعية الهيغل الأمريكية منذ عام 1978 وحتى عام 1977. كان يملك منزلًا قرب آمبيلسايد في مقاطعة البحيرات، إنجلترا منذ عام 1963، ثم ابتاع شقة في سنواته اللاحقة. توفي في 21 يونيو عن عمر ناهز 101 سنة.

## العمل الفلسفي
أكبر عمل نُشر له خلال سنواته في كنساس ونورثوسترن، كان أساس الميتافيزيقيا العلمي (1965) والفرضية والإدراك: جذور التفكير العلمي (1970). كان مهتمًا بميتافيزيقيا باروخ سبينوزا جورج فيلهلم فريدريش هيغل. يعيد هاريس بناء وتفسير وتقديم فلسفة سبينوزا بصورة ملائمة في عمله الخلاص من اليأس: إعادة تقييم فلسفة سبينوزا (1973). في كتاب تأويل منطق هيغل (1983)، يناقش هاريس قوة وصدق وزمانية منطق هيغل العقلي. في فترة تقاعده استمر نشاطه الفلسفي دون توقف، كانت حصيلته عددًا هائلًا من المقالات والمجلدات من ضمنها التفكير الشكلي والمتعالي والجدلي: المنطق والواقع (1987).

### نقد التجريبية

#### الانتقادات المعرفية والمهنجية التجريبية
يتمسك هاريس بالموقف المعرفي المتمثل بكون الفلسفة التجريبية متناقضة بشكل كبير في كل نسخة وجدت في الفكر الأوروبي، منذ لوك وحتى الفلاسفة التحليليين في القرن العشرين. يعتبر هاريس مبدأ التحقق الذي يُعدّ أساس التجريبية، خاطئًا جوهريًا، لأن الإدراك الحسي خالٍ من البيِّنة الذاتية المباشرة ويتوقف على سياق تأويلي ناتج من النشاط الخطابي للتفكير. إنّ مبدأ التحقق غير قادر أيضًا على تفسير زعم صحة مذهب المعرفيين التجريبيين. تكمن «مغالطة» التجريبية في «عرض نظرية المعرفة، إذا كانت صحيحة، فإن المُنظّر أو الباحِث يجب أن يُستثنى، وإذا كانت تنطبق على المُنظّر، يجب أن تكون خاطئة». إنها غير قادرة على التغلب على التناقضات المنطقية في المنهج الاستقرائي، الذي تحاول بواسطته أن تشرح وتسوّغ تكوين وصلاحية الهيئة الكلية للنظريات العلمية. يناقش هاريس أخيرًا بأنّ المنهج الفرضي-الاستنباطي الذي يوظفه بعض التجريبين مثل السير كارل بوبر في سبيل تجاوز القصور في المنهج الاستقرائي غير مثمر معرفيًا، ويعود السبب في ذلك ببساطة، إلى طبيعته الحدسية والتحليلية.

#### الانتقادات النظرية والميتافيزيقية للتجريبية
لا يقتصر دحض هاريس للتجريبية على الطريقة المنطقية المحايدة فقط، بل يواصل النقاش بأنّ تفحصًا يقظًا للنتائج النظرية المنجزة من قبل الفيزياء، والبيولوجيا المعاصرة، وعلم النفس التجريبي، وإجراءات البحث العلمي، يكشف أنّ التجريبية ليست متناغمة مع التوجهات الخاصة للعلم المعاصر. يستنتج هاريس أن العلم يدعم رؤية نسبية، وشمولية، وعضوية، وغائية، وذات طابع هرمي؛ يتعارض هذا الرأي مع النظرة العالمية الذرية، والميكانيكية، وتعددية الفروض الميتافيزيقية المسبقة للمنطق الرياضي الشكلي وهذا ما تتسم به النزعة الفلسفية التجريبية.

### التأريخ الفلسفي
يؤكد هاريس أنّ التباين الزمني لمختلَف المذاهب الميتافيزيقية لا يمكن اعتباره مسارًا غير متواصل من الآراء الذاتية التي تقتصر صلاحياتها، بأفضل الأحوال، على دورات زمنية معينة. على عكس ذلك، يؤكد هاريس على وجود «مشاكل أزلية للفلسفة» ويفهم تطورها التاريخي بصفته عملية غائية فريدة وضرورية منطقيًا تتحقق من خلالها صياغات أكثر كفاءة وتماسكًا. إنّ التأريخ الفلسفي لا يفرض أن تقيد نفسها بتسجيل الخصائص الفلسفة الخارجية للمذاهب مع الأخذ في الاعتبار عدم إصدار أحكام قيّمة حول المذاهب. إنّ التمييز بين الحقيقي والخاطئ هو مهمتها الخاصة. يبدي هاريس في دراساته للتأريخ اهتمامًا كبيرًا في ميتافيزيقيا سبينوزا وهيغل.

#### الجوهر وصفاته عند سبينوزا
من خلال التشديد على الأهمية المحورية لمذاهب سبينوزا في لانهائية صفات الفكر، وفكر الفكر، والعقل اللانهائي (العقل اللامتناهي للإله) بوصفها «حالة لانهائية» للجوهر، يعارض هاريس ما رآه تفسيرًا تجريبيًا وماديًا أحادي الجانب لطبيعة سبينوزا. يُجادل هاريس بأنّ مساجلة سبينوزا ضد العلل النهائية ينبغي فهمها بوصفها تشير إلى وجهة نظر غائية الخارجية، وبناءً على ذلك لا يستبعد سبينوزا تفسيرًا مشروعًا للعمليات الطبيعية في ضوء غائية الداخلية. في المقابل يرفض هاريس التفسيرات الصوفية أو «الكونية» المعاكسة للعلاقة بين الجوهر والصفات، التي يكون الجوهر غير متمايز وفقًا لها، وتصبح الصفات نتاجًا معرفيًا للعقل البشري لا أكثر. على عكس ذلك يؤكد هاريس أن نظرية سبينوزا في «العلم الحدسي» تبيِّن أنّه يتصور هوية الجوهر الذاتية باستمرار على أنها مختلفة جوهريًا داخل نظام عقلاني من «الجواهر الفردية»، بالإضافة إلى ذلك إنّ منهج سبينوزا الهندسي رداء خارجي لعملية استنتاجية تشبه المنهج الديالكتيكي.

#### فلسفة الطبيعة عند هيغل
تأويلات هاريس لفلسفة هيغل، على عكس أغلبية المفسرين الهيغليين بين القرنين التاسع عشر والعشرين، تؤكد على دور فلسفة الطبيعة المحوري في ميتافيزيقيا هيغل. عقب العديد من التطورات الفلسفية التي أثرت في الأسس النظرية للعلم الطبيعي في أواخر القرن التاسع عشر وبداية القرن العشرين، يوجز هاريس «إصلاح» فلسفة هيغل الطبيعية، ويرفض على الأقل ثلاثة من ادعاءاتها التي عفا عليها الزمن: (1) إن العلوم الطبيعية ليست أكثر من نتاج النشاط التحليلي لعقل محدود، و(2) من المستحيل معرفيًا إثبات أن تكون الفلسفة الطبيعة لعملية متكاملة من التطور البيولوجي الحقيقي، و(3) إن «اللانهائية الباطلة» للشكل الزمكاني للطبيعة اللاعضوية دليل واضح على تناقضها الذاتي. وفقًا لهاريس، تتضمن نظرية أينشتاين في النسبية الخاصة والعامة، بالإضافة إلى النظريات الكونية المعاصرة حول «الكون المتوسّع»، تصورًا معقولًا للكون الفيزيائي بوصفه «متناهيًا لكنه غير محدود»، إذ نستطيع اعتباره تجسيدًا موضوعيًا طبيعيًا للحقيقة اللانهائية أو «اللانهائية الصائبة» التي حصرها هيغل عوضًا عن ذلك في ذاتية الحياة والروح.

### نظرية المعرفة، والميتافيزيقيا، وفلسفة العقل عند هاريس
يدافع هاريس عن إمكانية معرفة حقيقة موضوعية. لا يتخذ نقده للواقعية الساذجة لنظرية المعرفة الوضعانية هيئة الفلسفة الذاتية أو الشكوكية. تمثل الحقيقة بالنسبة إلى هاريس قمة عملية غائية، تكون المنظورات النظرية التي وضعتها العلوم الإنسانية والطبيعية هي أشكالها الأكثر تجريدًا وأولية، بينما يتطابق جانبه الأكثر صلابة وانفتاحًا مع نشاط تأمل الذات للفكر الميتافيزيفي. عناصر ميتافيزقيا هاريس، تُظهر تأثره بعقلانية سبينوزا الأحادية، ومثالية هيغل المطلقة، ومنطق كولنجوود، ونظرية التماسك المنطقي للحقيقة لهارولد يواخيم. كتب هاريس:
«إن النظرية الفلسفية مُطالبة وفقًا للنظرة الحديثة على تأكيد خمسة قضايا رئيسية: (1) العقل هو المبدأ في جميع الأشياء، و(2) الواقع مكتفٍ مُستديم ذاتيًا، والتماسك المنطقي هو اختبار حقيقة أي نظرية حول الحقيقة، و(3) الذات والموضوع في نظرية المعرفة هما في النهاية شيء واحد ملحوظ من وجهات نظر متعاكسة (يكمل أحدها الآخر)، و(4) لا يمكن تفسير الأحداث والظواهر بشكلٍ وافٍ إلا بصورة غائية، و (5) مبدأ التفسير النهائي هو بالنتيجة مبدأُ القيمة».